# Pistolet maszynowy

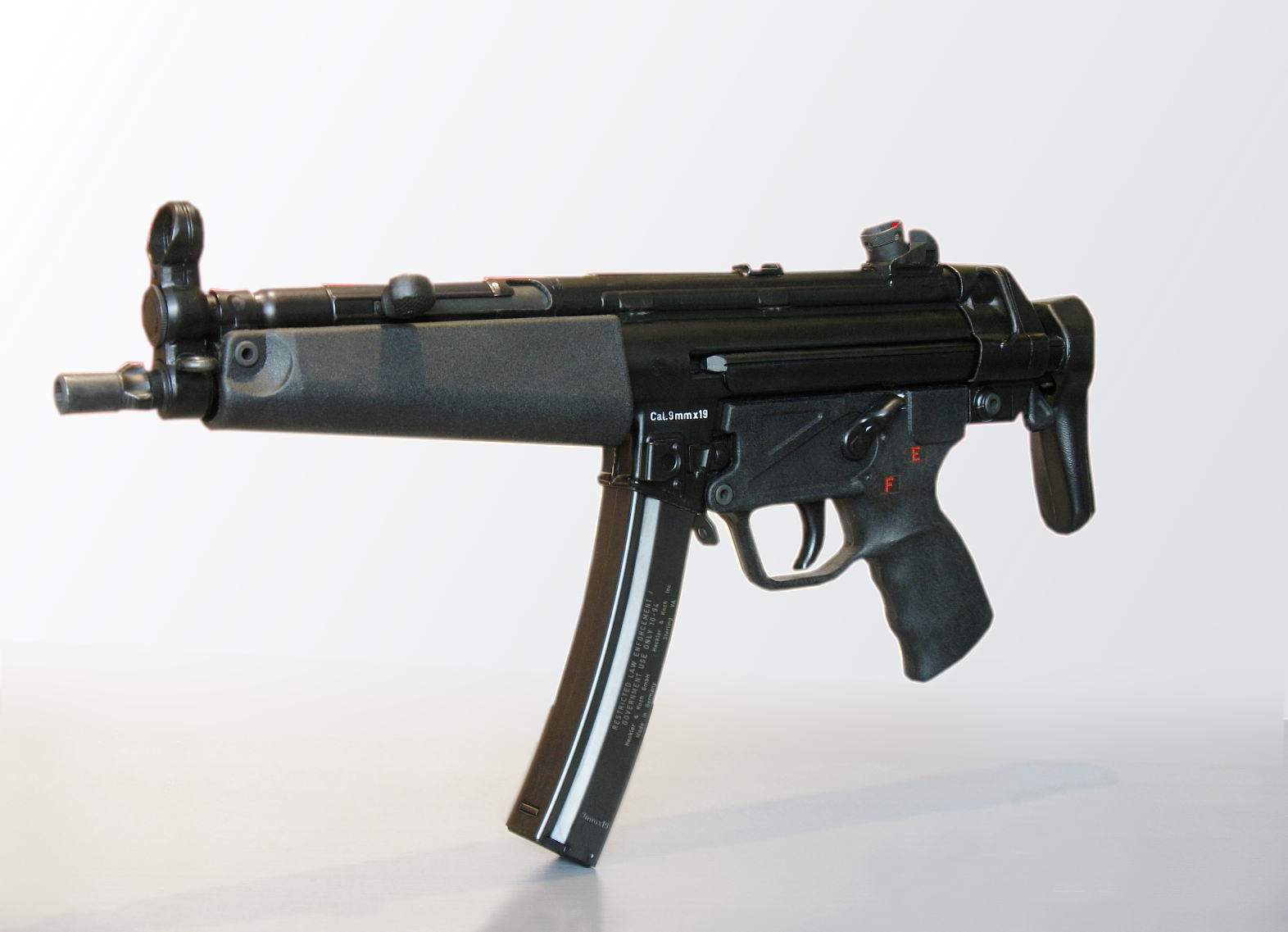
Pistolet maszynowy MP5

Pistolet maszynowy – rodzaj indywidualnej automatycznej broni strzeleckiej zasilanej amunicją pistoletową, zdolnej do prowadzenia ognia ciągłego. Pistolety maszynowe przeznaczone są do zwalczania siły żywej na krótkich dystansach (do 200 m). 

## Charakterystyka
Pistolety maszynowe najczęściej są bronią samoczynną, rzadziej samoczynno-samopowtarzalną. Działanie automatyki opiera się najczęściej na zasadzie odrzutu zamka swobodnego rzadziej półswobodnego. Wyposażane są w wymienne magazynki oraz stałe lub składane kolby.
Zaletami pistoletów maszynowych są ich niewielkie rozmiary i odrzut, poręczność, wysoka szybkostrzelność i pojemne magazynki. Cechy te zapewniają dużą siłę ognia na krótkich dystansach. Z tego powodu wykorzystywane są najczęściej do walki w ciasnych przestrzeniach (okopy, budynki), oraz jako broń do samoobrony dla załóg pojazdów. Wadą pistoletów maszynowych jest ich nieduży zasięg, co w kontekście wojskowym wymaga uzupełniania ich inną bronią (karabinami / karabinkami).

## Historia
Pierwszą bronią maszynową, zasilaną nabojem pistoletowym był opracowany w 1914 r. włoski podwójnie sprzężony Villar-Perosa. Używany w czasie I wojny światowej jako wyposażenie strzeleckie samolotów, nie sprawdził się w tej roli ze względu na zbyt słabą amunicję. Przeniesiono go na wyposażenie piechoty, gdzie używany był w roli broni zespołowej (podobnie do ręcznych karabinów maszynowych). Innym przykładem broni z tego okresu, zbliżonej do późniejszych pistoletów maszynowych był opracowany w 1916 r. austro-węgierski pistolet automatyczny Steyr M1912/P16.

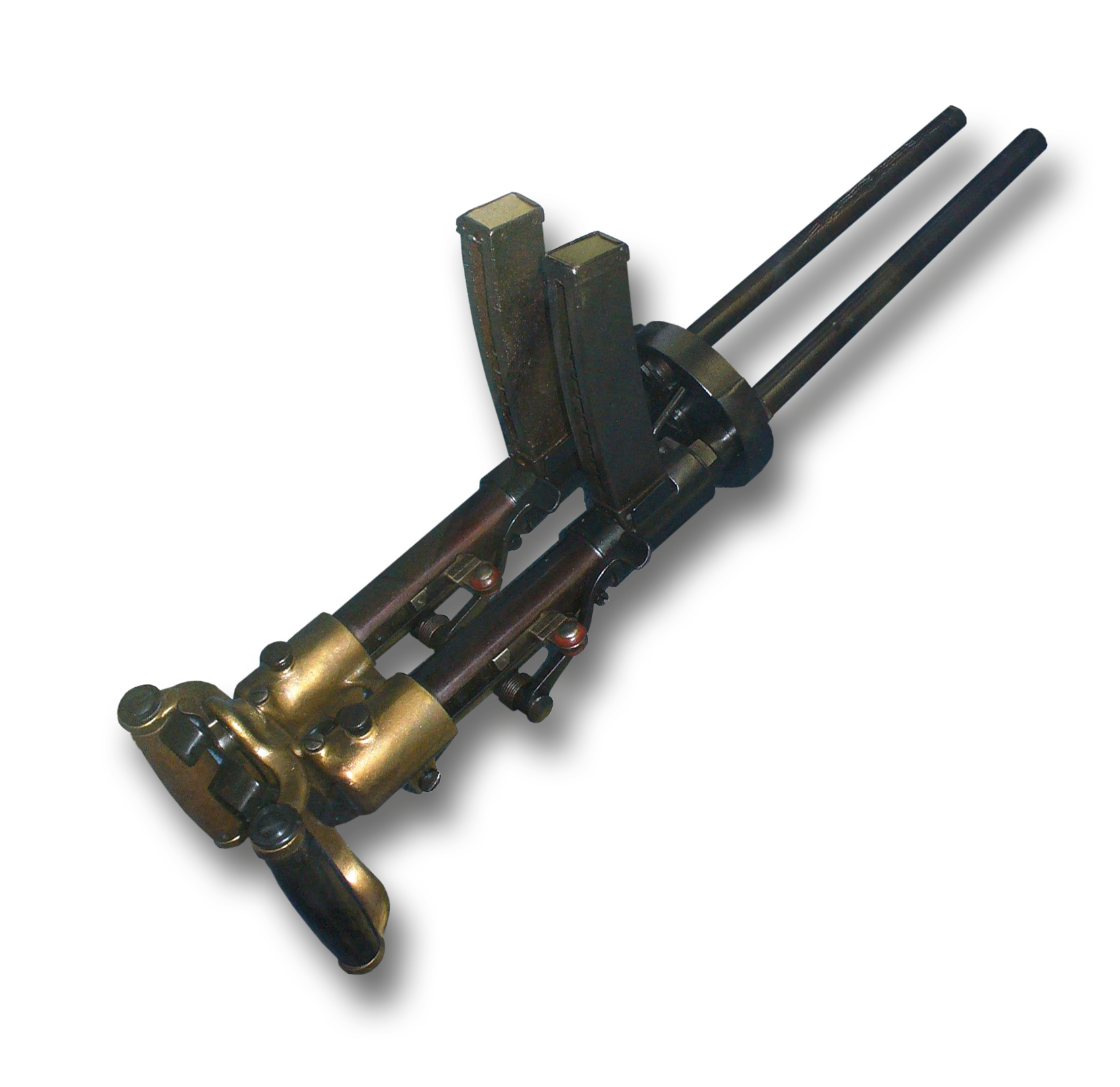
Villar-Perosa Pierwszy pistolet maszynowy. I wojna światowa.
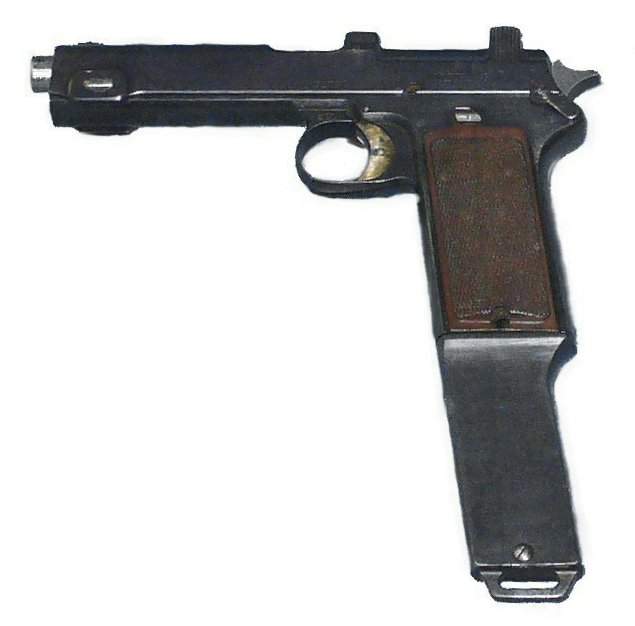
Steyr M1912/P16 Pierwszy pistolet automatyczny. I wojna światowa.

Pierwszym klasycznym pistoletem maszynowym był niemiecki MP 18, skonstruowany pod koniec I wojny światowej. Został jednak wprowadzony zbyt późno i wyprodukowany w zbyt małej ilości aby odegrać istotną rolę podczas tego konfliktu. W broni tego typu dostrzeżono jednak potencjał, dalej ją rozwijano a w okresie międzywojennym wprowadzano szereg zróżnicowanych pistoletów maszynowych w poszczególnych armiach. Szczyt popularności tej broni przypadł na okres II wojny światowej, po czym zaczął stopniowo maleć ze względu na spopularyzowanie karabinków automatycznych na amunicję pośrednią. Współcześnie w wojsku pistolety maszynowe używane są w ograniczonym zakresie, mimo to broń tego typu nadal cieszy się dużą popularnością w formacjach policyjnych oraz na rynku cywilnym (np. w firmach ochroniarskich).

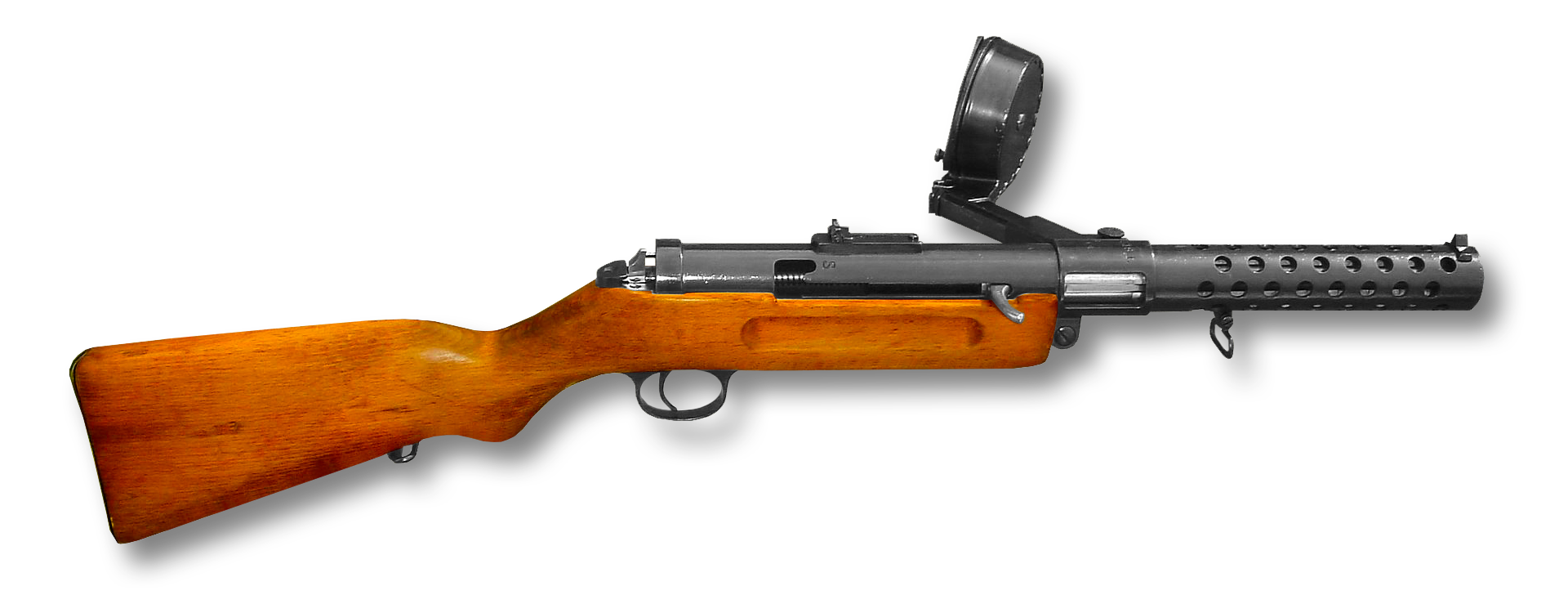
MP 18 Pierwszy klasyczny pistolet maszynowy. Okres I i II wojny światowej.
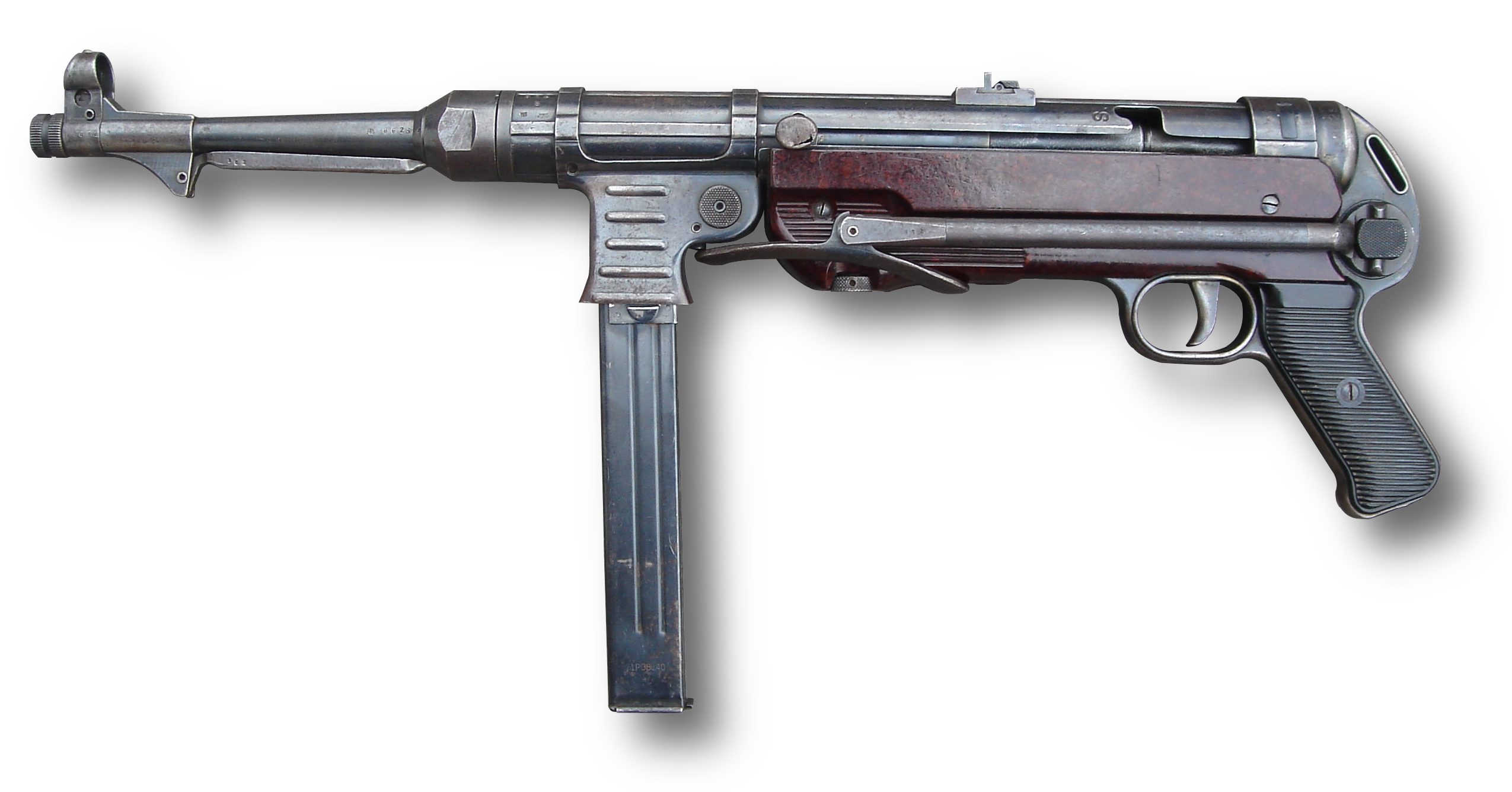
MP 38 / MP 40 Pierwszy pistolet maszynowy ze składaną kolbą. Okres II wojny światowej.
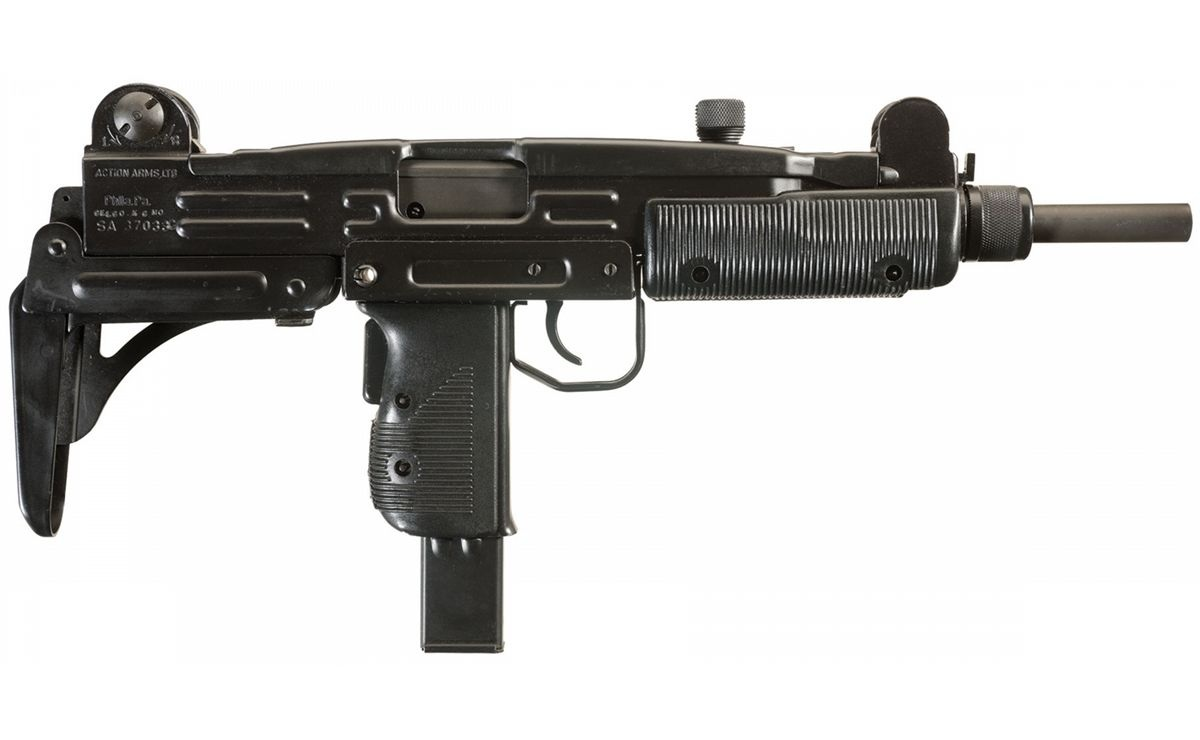
UZI Pistolet maszynowy z magazynkiem osadzonym w rękojeści. Lata 50. XX wieku.
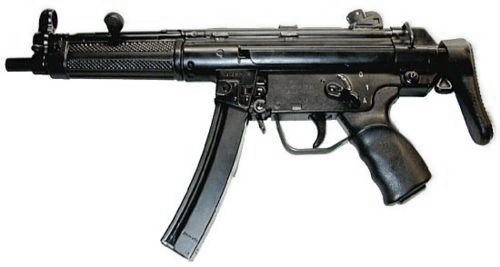
MP5 Klasyczny pistolet maszynowy. Lata 60. XX wieku.
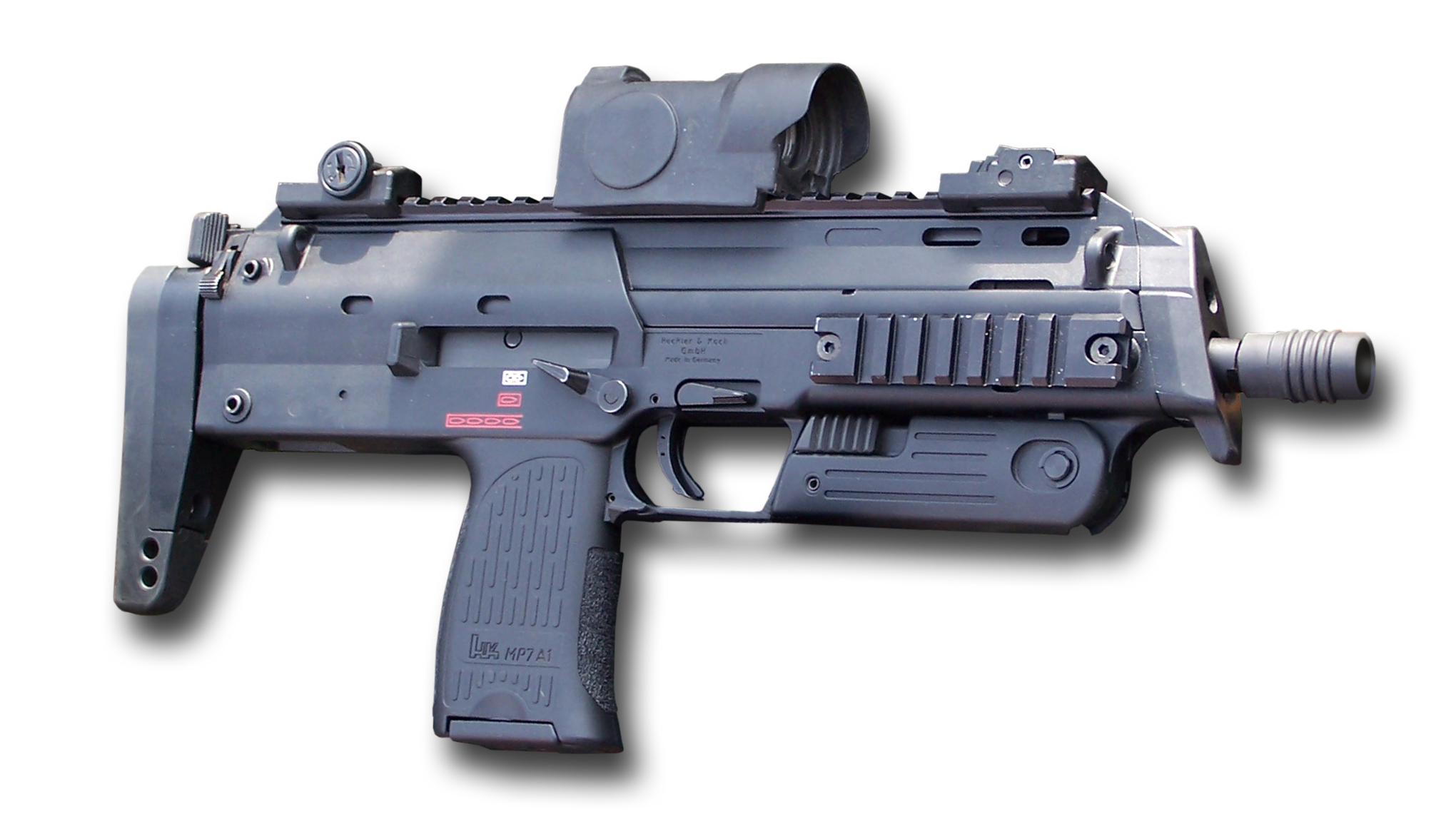
MP7 Współczesny pistolet maszynowy, klasy PDW.